# Obwód kostromski
Obwód kostromski (ros. Костромская область) – jednostka administracyjna Federacji Rosyjskiej.

## Geografia
Obwód położony w europejskiej części Rosji.

### Strefa czasowa
Obwód należy do moskiewskiej strefy czasowej (MSK). UTC +4:00 przez cały rok. Wcześniej, przed 27 marca 2011 roku, obowiązywał czas standardowy (zimowy) strefy UTC+3:00, a czas letni – UTC+4:00.

## Historia
Obwód został odłączony od obwodu jarosławskiego 13 sierpnia 1944.

## Podział administracyjny obwodu

### Rejony
- rejon antropowski z centrum administracyjnym osiedle Antropowo;
- rejon bujski z centrum administracyjnym miasto Buj;
- rejon wochomski z centrum administracyjnym osiedle Wochma;
- rejon galicki z centrum administracyjnym miasto Galicz;
- rejon kadyjski z centrum administracyjnym osiedle Kadyj;
- rejon kołogriwski z centrum administracyjnym miasto Kołogriw;
- rejon kostromski z centrum administracyjnym miasto Kostroma;
- rejon krasnosielski z centrum administracyjnym osiedle Krasnoje na Wołgie
- rejon makarjewski z centrum administracyjnym miasto Makarjew;
- rejon manturowski z centrum administracyjnym miasto Manturowo;
- rejon mieżewski z centrum administracyjnym osiedle Gieorgijewskoje;
- rejon niejski z centrum administracyjnym miasto Nieja;
- rejon nieriechtski z centrum administracyjnym miasto Nieriechta;
- rejon oktiabrski z centrum administracyjnym osiedle Bogowarowo;
- rejon ostrowski z centrum administracyjnym osiedle Ostrowskoje;
- rejon pawiński z centrum administracyjnym osiedle Pawino;
- rejon parfieniewski z centrum administracyjnym osiedle Parfieniewo;
- rejon ponazyrjowski z centrum administracyjnym osiedle Ponazyriowo;
- rejon pyszugski z centrum administracyjnym wieś Pyszug;
- rejon soligaliczski z centrum administracyjnym miasto Soligalicz;
- rejon sudisławski z centrum administracyjnym osiedle Sudisławl;
- rejon susaniński z centrum administracyjnym osiedle Susanino;
- rejon czuchłomski z centrum administracyjnym miasto Czuchłoma;
- rejon szariński z centrum administracyjnym miasto Szaria[2].

### Miasta o znaczeniu obwodowym[2]
| Nazwa          | Nazwa rosyjska | Liczba mieszkańców (1 stycznia 2005) |
| -------------- | -------------- | ------------------------------------ |
| Buj            | Буй            | 26.498                               |
| Wołgorieczeńsk | Волгореченск   | 17.903                               |
| Galicz         | Галич          | 18.542                               |
| Kostroma       | Кострома       | 275.949                              |
| Manturowo      | Мантурово      | 18.875                               |
| Nieja          | Нея            | 11.223                               |
| Nieriechta     | Нерехта        | 25.352                               |
| Szaria         | Шарья          | 24.813                               |

### Miasta o znaczeniu rejonowym
- Kołogriw;
- Makarjew;
- Soligalicz;
- Czuchłoma[2].

### Miasta iosiedla typu miejskiego
| Nazwa                | Nazwa rosyjska   | Liczba mieszkańców (1 stycznia 2005) |
| -------------------- | ---------------- | ------------------------------------ |
| Wietłużskij1)        | Ветлужский       | 13.261                               |
| Krasnoje-na-Wołgie1) | Красное-на-Волге | 7.979                                |
| Makariew             | Макарьев         | 7.587                                |
| Soligalicz           | Солигалич        | 6.635                                |
| Czuchłoma            | Чухлома          | 5.480                                |
| Sudisławl1)          | Судиславль       | 5.112                                |
| Czystyje Bory1)      | Чистые Боры      | 5.103                                |
| Ponazyriowo1)        | Поназырёво       | 4.696                                |
| Susanino1)           | Сусанино         | 3.922                                |
| Kadyj1)              | Кадый            | 3.631                                |
| Kołogriw             | Кологрив         | 3.526                                |

1) osiedle typu miejskiego

## Tablice rejestracyjne
Tablice pojazdów zarejestrowanych w obwodzie kostromskim mają oznaczenie 44 w prawym górnym rogu nad flagą Rosji i literami RUS.